# Nové Město (Broumov)
Nové Město (německy Neue Heimat) je část města Broumov v okrese Náchod. Nachází se na jihozápadě Broumova. V roce 2009 zde bylo evidováno 313 adres. V roce 2001 zde trvale žilo 1951 obyvatel.
Nové Město leží v katastrálním území Broumov o výměře 3,05 km2.